# Monastero di Svjatohirs'k
Il Monastero della Dormizione di Svjatohirs'k (in ucraino Свято-Успенська Святогірська Лавра?, Svjato-Uspens'ka Svjatohirs'ka Lavra, in russo Свято-Успенская Святогорская Лавра?, Svjato-Uspenskaja Svjatogorskaja Lavra), noto anche come Svjatohirs'ka Lavra, è una laura situata sulla sponda destra del fiume Severskij Donec presso la città di Svjatohirs'k, nell'Ucraina orientale, e si trova sotto la giurisdizione della Chiesa ortodossa ucraina (Patriarcato di Mosca).

## Storia
Il monastero venne descritto a partire dal 1526 come sentinella contro i tatari di Crimea, mentre nel 1634 venne menzionato per la prima volta nei regi documenti per le proprietà terriere. Originariamente fondato in un complesso di grotte nel XVII secolo, esso era costituito da almeno 4 livelli. Nel 1637 fu costruita la Cattedrale della Santa Dormizione nella parte superiore del monte fatto di labirinti e passaggi, mentre nel 1670 fu costruita una chiesa in legno dedicata a Pietro e Paolo sulla riva del fiume sotto la montagna, dove oggi sorge il monastero. Dotato in passato di cinte murarie, il complesso si rivelò un'ottima roccaforte contro gli attacchi dei tatari, che con la Campagna d'Azov del 1695-1696 furono definitivamente sconfitti causando la perdita di prestigio del monastero.
Dopo la sua chiusura nel 1786 per via del processo di secolarizzazione, nel 1844 il monastero fu restaurato dallo ieromonaco Arsenyj e da 12 monaci provenienti dall'eremo di Hlynsk nei pressi Hluchiv, acquisendo il nome di Eremo della Dormizione di Svjatohirs'k. Nel 1850 fu eretta la Chiesa dell'Intercessione, nel 1859-68 la Chiesa dell'Assunta e nel 1864 la Chiesa della Trasfigurazione, seguite da un albergo, due edifici e dalla casa dell'abate. Nel 1922 le autorità sovietiche trasformarono il monastero in una casa di riposo, e durante la seconda guerra mondiale si registrarono ingenti danni alla struttura, che fu parzialmente ricostruita nel dopoguerra.
A partire dal 1969 l'intero complesso fu oggetto di un profondo restauro, tuttavia alcuni edifici furono distrutti e il monte subì dei danni che causarono la perdita di alcuni livelli delle grotte, modificando il suo aspetto geologico. Nel 1980 il complesso è entrato a far parte della Riserva storica e architettonica statale di Svjatohirs'k, mentre nel 1994 il monastero ha ripreso la sua attività, venendo ufficialmente riconosciuto come laura nel 2004.
È stato tra i siti religiosi colpiti dall'invasione russa dell'Ucraina del 2022, durante la quale aveva offerto rifugio ai civili, venendo danneggiato da un attacco aereo il 12 marzo 2022, con il ferimento di molti dei rifugiati. Nel maggio seguente, l'agenzia Ukrainform ha dichiarato che il monastero era stato distrutto da un missile russo.

## Descrizione
La parte più antica del monastero è situata nel complesso rupestre del monte, sul cui piano superiore sorge la Chiesa di San Nicola, collocata dove un tempo vi fu la cattedrale rupestre dell'Assunzione della Vergine del 1637. Sul piano inferiore invece sorgono gli altri edifici, come la Cattedrale della Santa Dormizione, costruita in stile bizantino-russo su progetto di O. Gornostaev nel 1858, e la Chiesa dell'Intercessione con campanile del 1850, anch'essa in stile bizantino-russo.